# 1989-es magyar teniszbajnokság
Az 1989-es magyar teniszbajnokság a kilencvenedik magyar bajnokság volt. A bajnokságot szeptember 10. és 17. között rendezték meg Budapesten, a Dózsa margitszigeti teniszstadionjában.

## Eredmények
| Versenyszám  | Arany                                                | Arany | Ezüst                                               | Ezüst | Bronz                                                      | Bronz |
| ------------ | ---------------------------------------------------- | ----- | --------------------------------------------------- | ----- | ---------------------------------------------------------- | ----- |
| Férfi egyéni | Noszály Sándor Építők SC                             |       | Markovits László Vasas SC                           |       | Vágó László MTK-VM                                         |       |
| Női egyéni   | Csurgó Virág Bp. Spartacus                           |       | Molnár Gabriella Siófoki Spartacus                  |       | Szikszay Réka Bp. Spartacus                                |       |
| Férfi páros  | Noszály Sándor, Krasznai Zoltán Építők SC, BSE       |       | ifj. Gulyás István, Csizmarik Árpád Újpesti Dózsa   |       | Markovits László, Nagy Viktor Vasas SC                     |       |
| Női páros    | Szikszay Réka, Csurgó Virág Bp. Spartacus            |       | Németh Anna, Mészáros Fanny BSE                     |       | Búza Lilla, Darvas Katalin Újpesti Dózsa                   |       |
| Vegyes páros | Markovits László, Schmitt Petra Vasas SC, Bp. Honvéd |       | Noszály Sándor, Köves Nóra Építők SC, Bp. Spartacus |       | Keresztes Krisztián, Báthory Barbara MTK-VM, Bp. Spartacus |       |